# Crane (Montana)
Crane – jednostka osadnicza w Stanach Zjednoczonych, w stanie Montana, w hrabstwie Richland.